# 盧哈喬維采

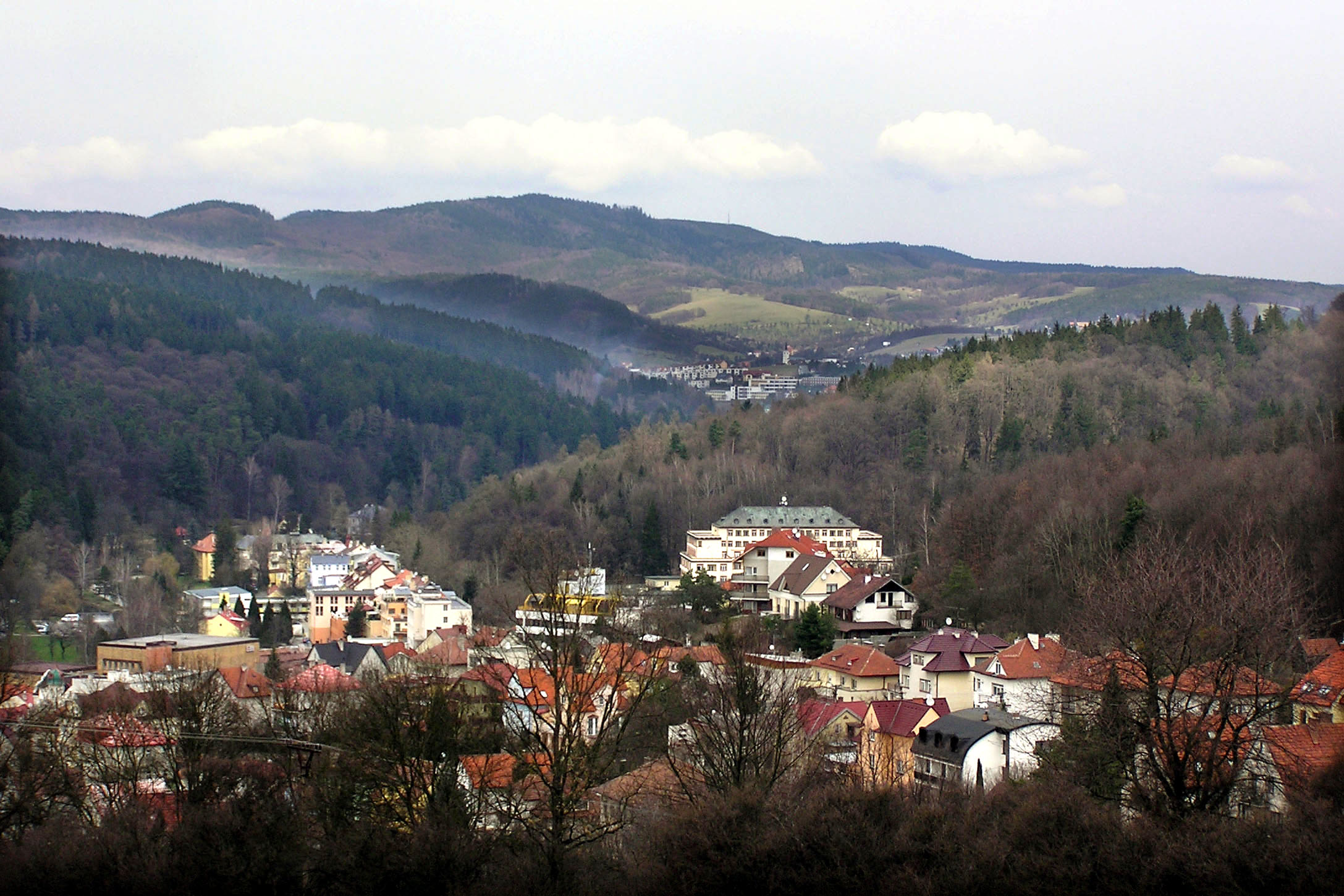

盧哈喬維采是捷克的城鎮，位於該國東南部，距離首府茲林16公里，由茲林州負責管轄，面積32.99平方公里，海拔高度253米，是該國主要的渡假勝地，2011年人口5,333。